# 西區 (仁川廣域市)

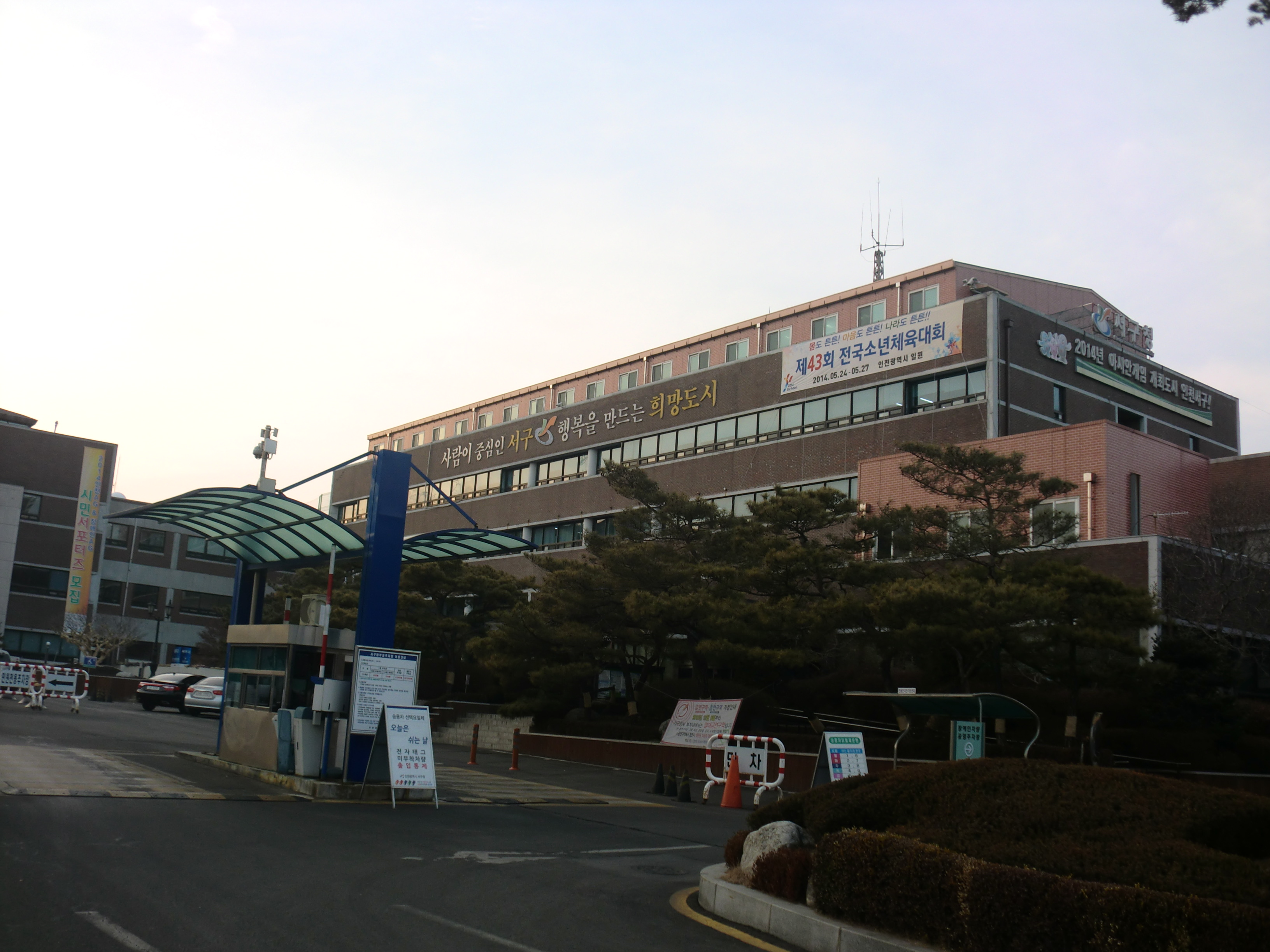
西區廳

西區（：／ Seo gu */?），是現時大韩民国仁川廣域市的一個区，與富平区等4个区接壤。現時管有23个法定洞（21个行政洞），面積合共111.2㎢。人口有58萬9,013人。

## 歷史
- 1988年1月1日 – 分離富平区(当时称为北区)。

## 行政區劃

行政區劃圖

- 黔岩景西洞
- 連喜洞
- 佳亭1洞
- 佳亭2洞
- 佳亭3洞
- 石南1洞
- 石南2洞
- 石南3洞
- 新峴元倉洞
- 佳佐1洞
- 佳佐2洞
- 佳佐3洞
- 佳佐4洞
- 黔丹1洞
- 黔丹2洞
- 黔丹3洞
- 黔丹4洞

## 交通

### 铁路
機場鐵道
●仁川國際機場鐵道：黔岩站
仁川交通公社
●仁川都市铁道2号线：黔丹梧柳站 - 旺吉站 - 黔丹十字路口站 - 麻田站 - 完井站 - 篤亭站 - 黔岩站 - 黔石站 - 亞運會賽場站 - 西區廳站 - 佳亭站 - 佳亭中央市場站 - 石南站 - 西部女性會館站 - 仁川佳佐站 - 蝲蛄溪站 - 朱安國家產團站
首爾交通公社
●首爾地鐵7號線：石南站

### 公路
- 京仁高速公路
  - 佳佐交叉路 - 西仁川交叉路
- 仁川國際機場高速公路
  - 新空港收费站 - 北仁川交叉路 - 永宗大橋紀念館
- 烽燧大路（朝鲜语：봉수대로）
- 仁川大路（朝鲜语：인천대로）
- 重峯大路（朝鲜语：중봉대로）
- 景明大路（朝鲜语：경명대로）
- 烽梧大路（朝鲜语：봉오대로）
- 夢路 (仁川)（朝鲜语：드림로）

## 外部連結
- 官方网站